# Joaquim Fornells i Parera
Joaquim Fornells i Parera (Manresa, Bages, 1898 - 1953) va ser un alcalde de Manresa i líder de la CNT local.

## Biografia
Era administratiu de Correus i estava afiliat a la CNT. Fou elegit alcalde de Manresa el 31 de maig de 1938 en plena Guerra Civil Espanyola, substituint Josep Corbella i Sunyer, quan va ser mobilitzat. Va ser nomenat sense l'aprovació del PSUC, que com a protesta no va voler participar en les tasques de govern municipal. A final del 1938 va ser inculpat, juntament amb altres persones, del delicte de contraban de safrà i de numerari a través de la frontera amb França. El 13 de desembre d'aquell mateix any la Junta Administrativa de Contraban va iniciar el processament dels acusats. El 22 de desembre, l'endemà del primer bombardeig aeri que va patir la ciutat, després que el PSUC exigís la seva dimissió i la CNT l'expulsés, ell mateix va dimitir, i el Consell Municipal de Manresa el va substituir per un nou alcalde, el ferroviari de la CNT Emilià Martínez. Acabada la guerra, fou condemnat a sis anys i un dia de presó per «auxilio a la rebelión». Després de ser empresonat a la Model, durant dos anys, fou desterrat a Alacant durant uns tres anys. Al tornar ja no va reprendre l'activitat política.